# Brenk
Brenk ist eine Ortsgemeinde im Landkreis Ahrweiler in Rheinland-Pfalz. Sie gehört der Verbandsgemeinde Brohltal an, die ihren Verwaltungssitz in Niederzissen hat.

## Geographie
Brenk liegt vier Kilometer südwestlich von Niederzissen im Tal und am Oberlauf des Brenkbachs. Westlich erhebt sich der Schellkopf (495 m ü. NHN). Das Gemeindegebiet zählt naturräumlich zum Olbrücker Eifelrand und umfasst im Süden große Teile der Naturschutzgebiete Schorberg und Scheldkoepfchen sowie Lehrenkopf. Seinen niedrigsten Punkt erreicht es an der nördlichen Grenze in der Nähe des Quackenbachs, der das Gebiet von Brenk nicht berührt, den höchsten auf dem Gipfel des 549 m ü. NHN hohen Schorbergs an der westlichen Grenze. Zu Brenk gehört der Ortsteil Fußhölle, gelegen am südlichen Fuß des Schellkopfs. Das Gemeindegebiet liegt im Landschaftsschutzgebiet „Rhein-Ahr-Eifel“.

## Geschichte
Brenk und Fußhölle gehörten bis Ende des 18. Jahrhunderts zur Reichsherrschaft Olbrück.
Statistik zur Einwohnerentwicklung
Die Entwicklung der Einwohnerzahl der Gemeinde Brenk, die Werte von 1871 bis 1987 beruhen auf Volkszählungen:
| Jahr | Einwohner |
| ---- | --------- |
| 1815 | 218       |
| 1835 | 158       |
| 1871 | 184       |
| 1905 | 201       |
| 1939 | 214       |
| 1950 | 224       |
| 1961 | 214       |

| Jahr | Einwohner |
| ---- | --------- |
| 1970 | 220       |
| 1987 | 180       |
| 2005 | 199       |
| 2011 | 186       |
| 2017 | 178       |
| 2022 | 187       |

## Politik

### Bürgermeister
Christoph Stenz wurde am 6. Juli 2009 Ortsbürgermeister von Brenk. Bei der Direktwahl am 26. Mai 2019 wurde er mit einem Stimmenanteil von 70,54 % für weitere fünf Jahre in seinem Amt bestätigt. Bei der Kommunalwahl am 9. Juni 2024 trat er nicht mehr an. Zum neuen Bürgermeister wurde ohne Gegenkandidaten René Peter Danzebrink mit 86,8 % der Stimmen gewählt.
Der Vorgänger von Stenz als Ortsbürgermeister war bis 2009 Herbert Pütz.

### Wappen
| Wappen von Brenk | Blasonierung: „Auf Blau ein goldenes Kreuz mit drei Balken, begleitet oben rechts von zwei goldenen gekreuzten Hämmern und oben links von zwei goldenen gekreuzten Ähren.“                                                                                               |
| Wappen von Brenk | Wappenbegründung: Der goldene, kreuzförmige Stab weist auf den Schutzpatron von Brenk hin, den heiligen Silvester. Symbol für die Brenker Landwirtschaft sind die gekreuzten goldenen Ähren, die gekreuzten Hämmer symbolisieren den Phonolithabbau in der Ortsgemeinde. |

## Schienenverkehr
Oberhalb des Ortes am Hang verläuft die Trasse der meterspurigen (Schmalspurbahn) Brohltalbahn, welche in Brenk einen Bahnhof (Bedarfshalt) hat. Bis zum Phonolith-Steinbruch am Bahnhof Brenk wird die Brohltalbahn auch noch im Güterverkehr genutzt.

## Sehenswürdigkeiten
Die Kapelle in Brenk ist dem heiligen Silvester gewidmet und wurde 1867 im neugotischen Stil erbaut.